# Західний Судан

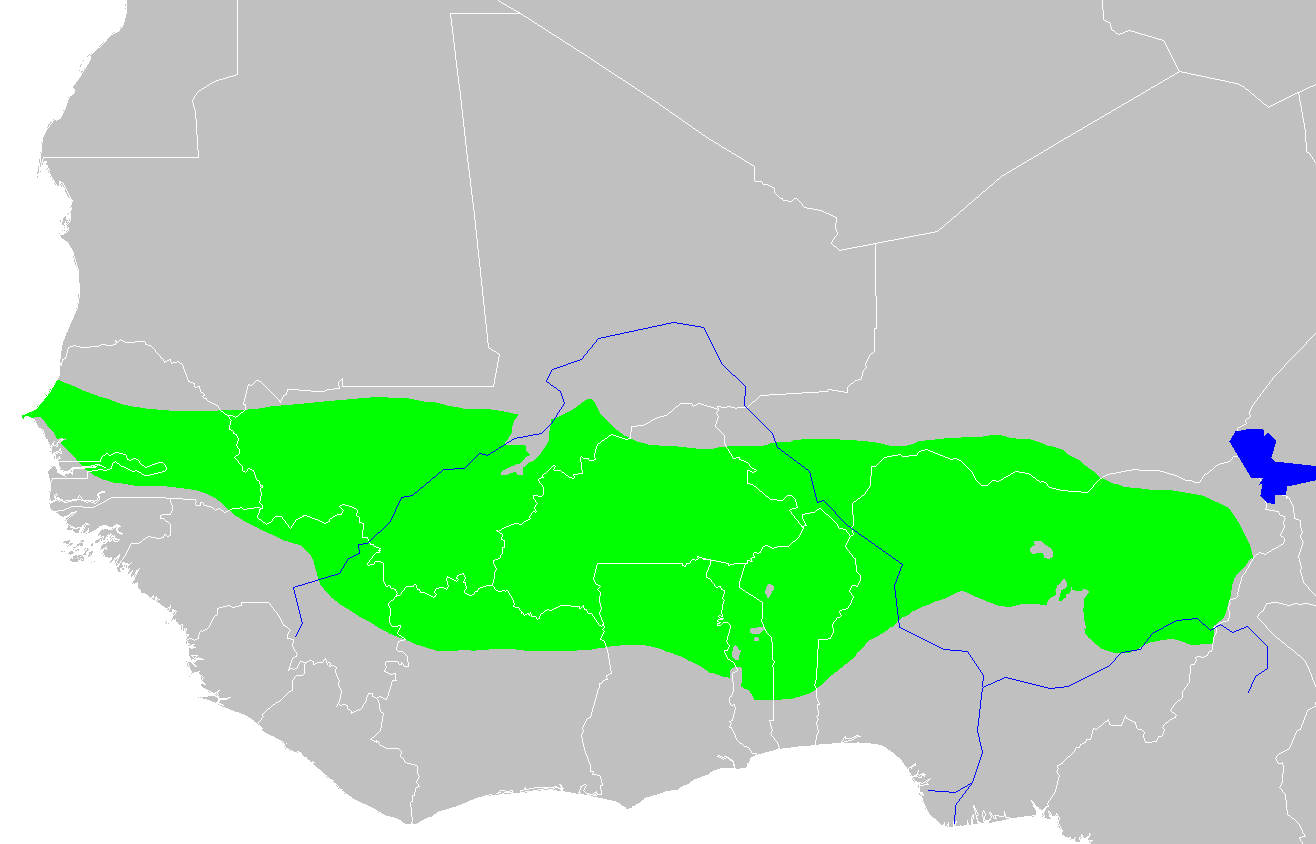
Область Західносуданської саванни (зеленим) в Західній Африці

Західний Судан — поширена в етнографічній і географічній літературі, переважно раніше, назва для транссахарського регіону Західної Африки. Під Західним Суданом розуміли території, розташовані південніше Сахари у Західній Африці, на противагу сучасному Судану (Східна Африка), тобто регіон, що включає савани та землі Сахеля на північ від тропічних лісів Західної Африки між Нігерією на сході і Сенегалом на заході, зокрема «Західний Судан» включав території сьогоднішніх Сенегалу, Гамбії, південного Малі, Буркіна-Фасо, частково Нігеру, Гвінеї, Гани, Кот-д'Івуару та Мавританії.
Західний Судан простягається від улоговини озера Чад до узбережжя Атлантичного океану.

## Географія
Рельєф являє собою хвилясту рівнину, найнижчу частину Північно-Африканського плато, яка підноситься в середньому не більш як на 300 м, а на заході ще менше. В басейні річок Сенегал та Гамбія лежить низовина Сенегамбія. На крайньому південному сході цієї великої території місцевість підвищується в районі Убангі-Шарі до 1400 м у масиві Бонго. На південь та південний захід від озера Чад тягнуться невисокі гори Мандара, продовженням яких є Камерунське нагір'я. Одноманітне хвилясте плато порушується великою кількістю невисоких горбів, які зазнають сильної ерозії, порівняно рідкими останцями денудації (особливо багато їх на південь від річки Нігер). Найбільш підвищені частини Західного Судану є яскравими прикладами останців денудації:
- плоскогір'я Баучі (північна Нігерія),
- нагір'я Фута-Джаллон — найважливіший вододіл.

## Історія
Історики розглядали Західний Судан як країну великих імперій, оскільки принаймні з VII століття, коли процвітала Імперія Гани, існувала послідовність імперій: Гана (VII - XI століття), Малі (XIII - XV століття) , Сонгаї (1464–1591) - три найвідоміші з них, але менші державні утворення також були важливі - Імперія Великої Фули (кінець XVI - початок XVIII ст.), Імперія Бамана (кінець XVII - початок ХІХ ст.) І імперії 19 ст. Ель-Хадж Умар Тал і Саморі Туре. Насправді, принаймні з XIV століття, місцеві знавці регіону розглядали його історію в термінах спадкоємності імперій. Цей цикл помітний в історичних розповідях шейха Усмана, історія якого була розказана історику ібн Халдуну під час мусульманського паломництва в 1397 р. Його також можна знайти у великій суданській хроніці Таріх аль-Фетташ. Сучасні історики наслідували цей приклад, і імперські традиції сьогодні можна знайти навіть в підручниках.